# Meghila
Meghila (în arabă مغيلة) este o comună din provincia Tiaret, Algeria.
Populația comunei este de 3.062 de locuitori (2008).